# Salomon Corrodi

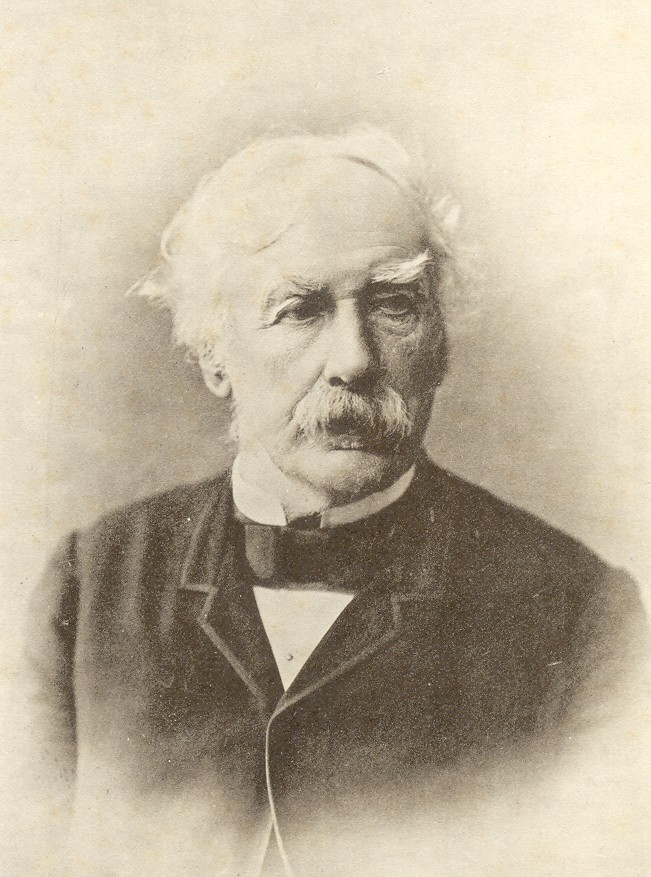
Salomon Corrodi

Salomon Corrodi (* 23. April 1810 in Fehraltorf; † 4. Juli 1892 in Como) war ein Schweizer Maler und Zeichner, der in Rom tätig war.

## Leben
Er war das 10. Kind des protestantischen Pfarrers von Fehraltorf, Salomon Corrodi. Schon mit 22 Jahren kam er nach Rom, wo er sich der deutschen Künstlergemeinde um Joseph Anton Koch, Johann Christian Reinhart und Franz Ludwig Catel anschloss. Unter deren Einfluss bildete er sich zu einem erfolgreichen Künstler und Aquarellisten aus. Zu seinen bevorzugten Motiven zählen vor allem Veduten aus Rom und der Umgebung der Stadt sowie Bilder von Venedig. Seine Werke wurden von Zar Nikolaus und dem englischen Königshaus angekauft. Sein Erfolg ermöglichte es ihm, zusammen mit seiner Frau ein offenes Haus insbesondere für Künstler zu halten. So fanden bei ihm am Donnerstagabend jeweils Zusammenkünfte von Schweizer Künstlern statt – mehrheitlich Maler, aber auch die Bildhauer Ferdinand Schlöth und Achilles Schlöth nahmen teil. Mit Bertel Thorvaldsen verband ihn eine Freundschaft. Er unternahm Reisen, u. a. nach München und London. Zweiundachtzigjährig starb er auf einer Reise in die Schweiz in Como. Seine letzte Ruhe fand er auf dem Cimitero acattolico am Monte Testaccio in Rom. Seine Söhne Arnold und Hermann traten als Maler in seine Fussstapfen.
Er war 1845 Mitbegründer des Deutschen Künstlervereins in Rom und von 1853 bis 1856 dessen Präsident. 1875 wurde er Gründungsmitglied der Società degli Acquarellisti in Rom, ab 1888 war er Ehrenmitglied der dortigen Accademia di San Luca.

## Ausgewählte Werke

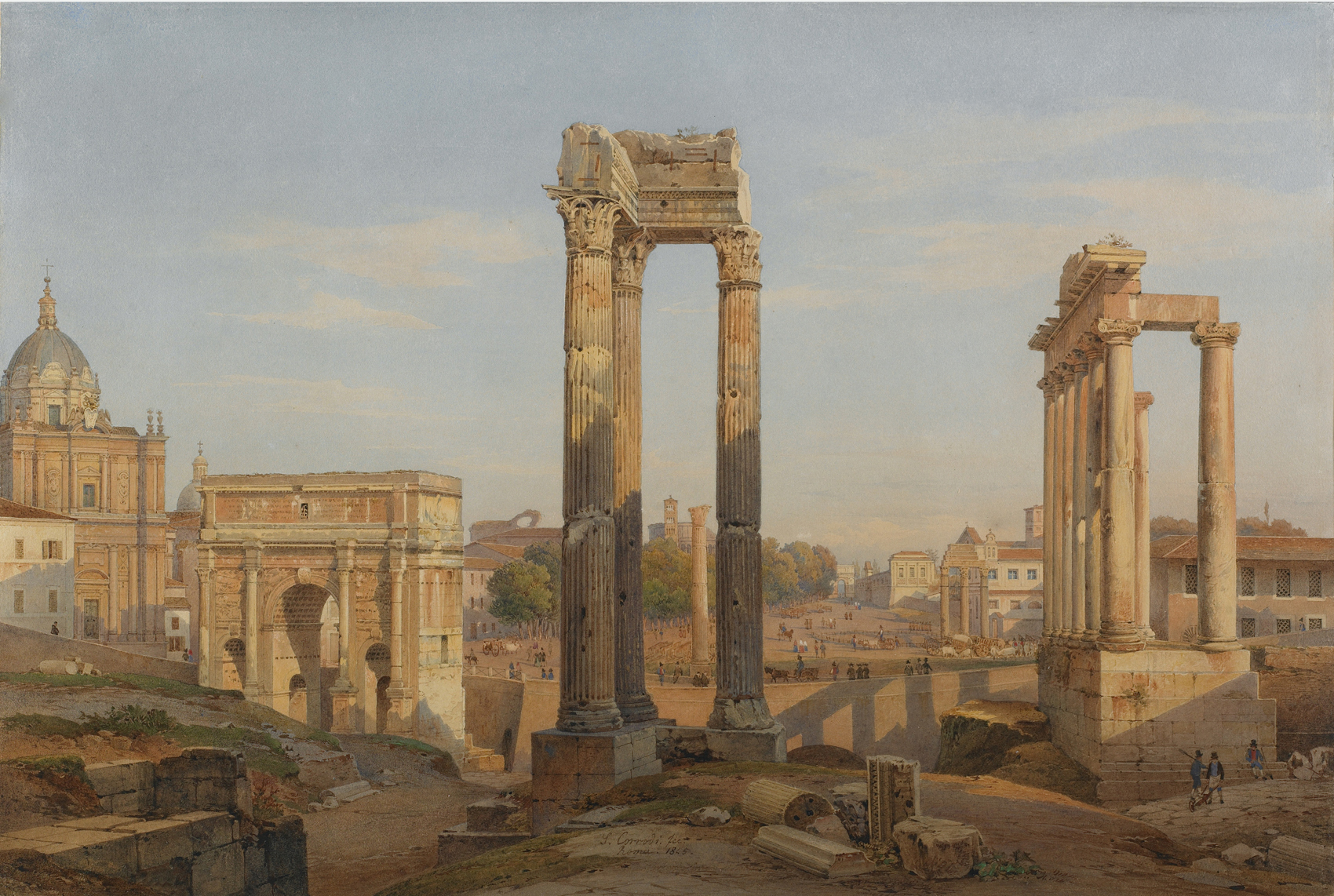
Blick auf das Forum Romanum, 1845
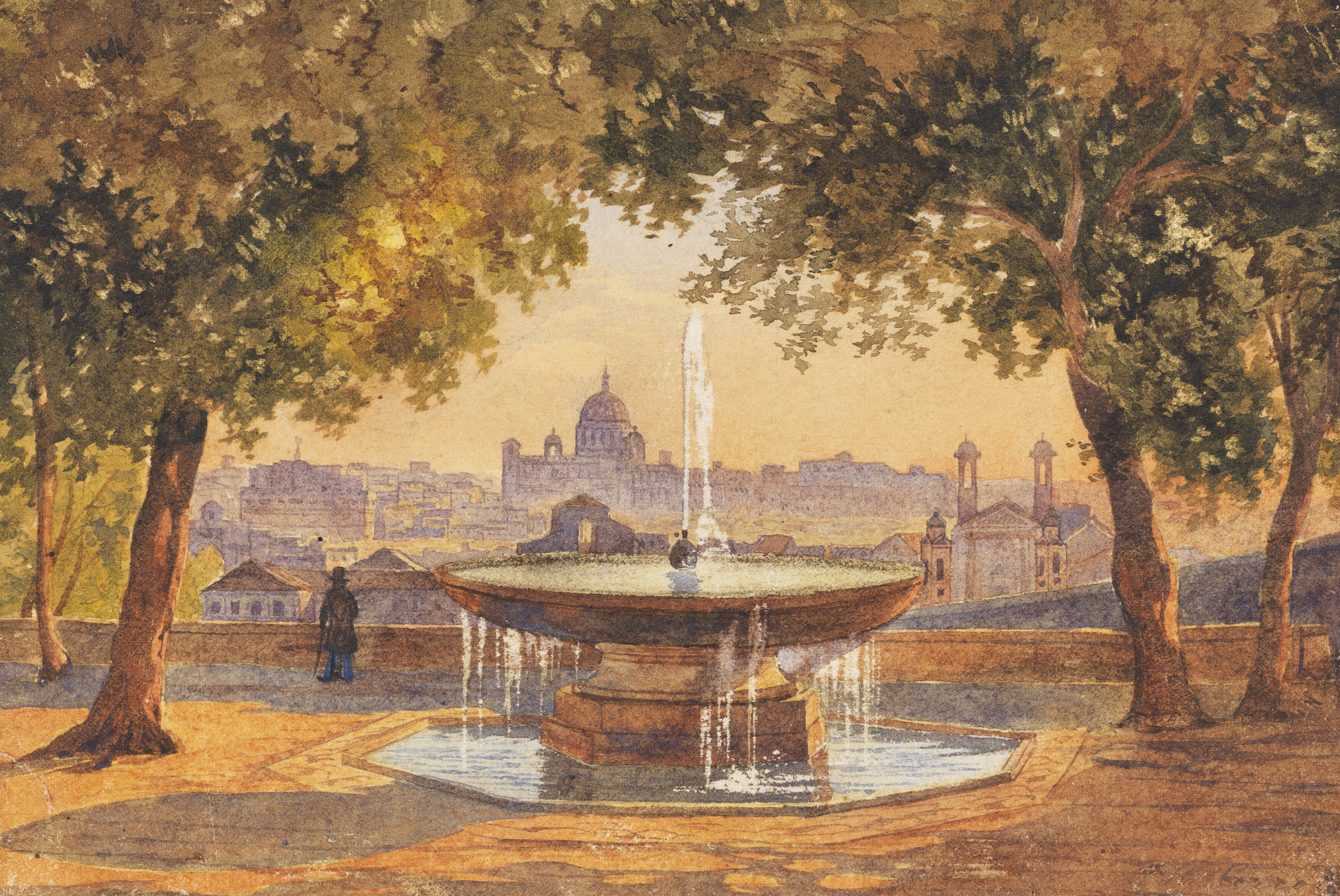
Blick über Rom vom Brunnen der Villa Medici, um 1850
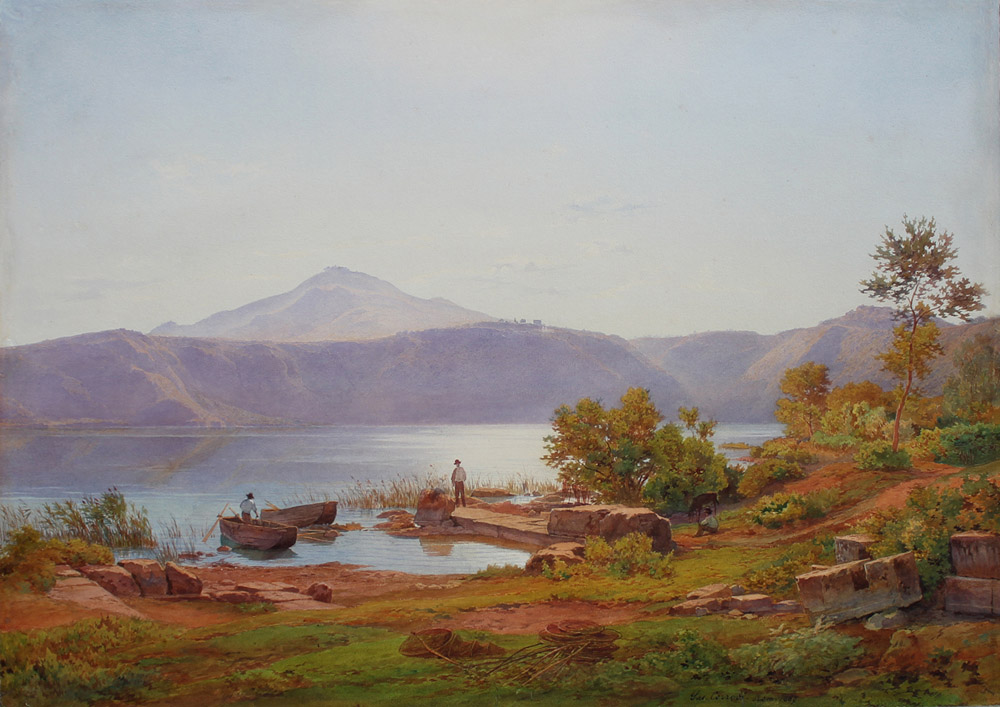
Der Albanersee, 1867
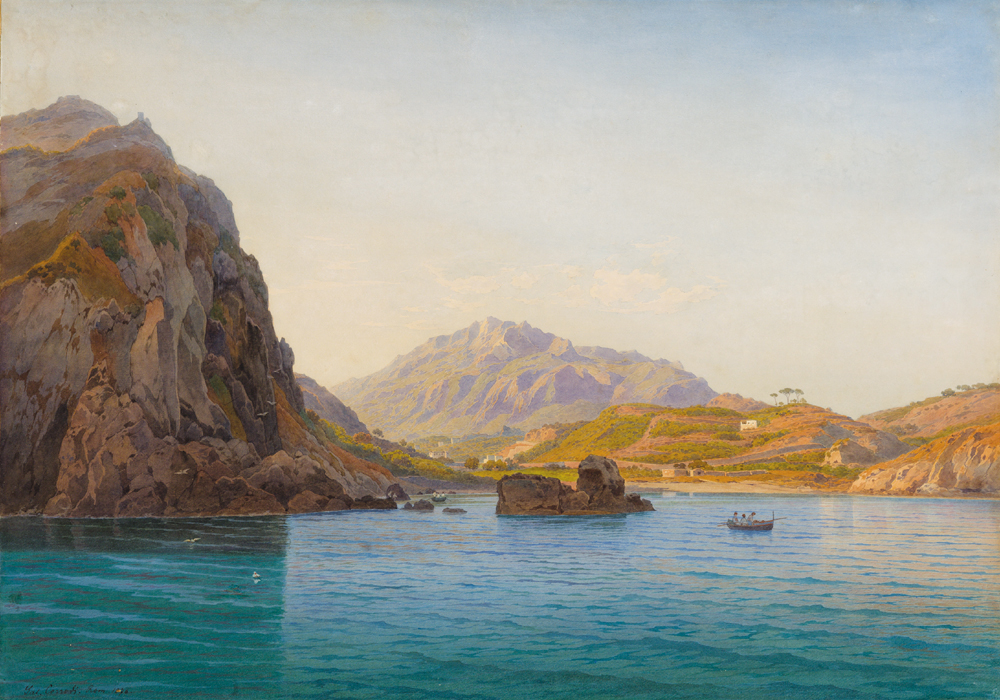
Bucht von San Montano, Ischia, 1876
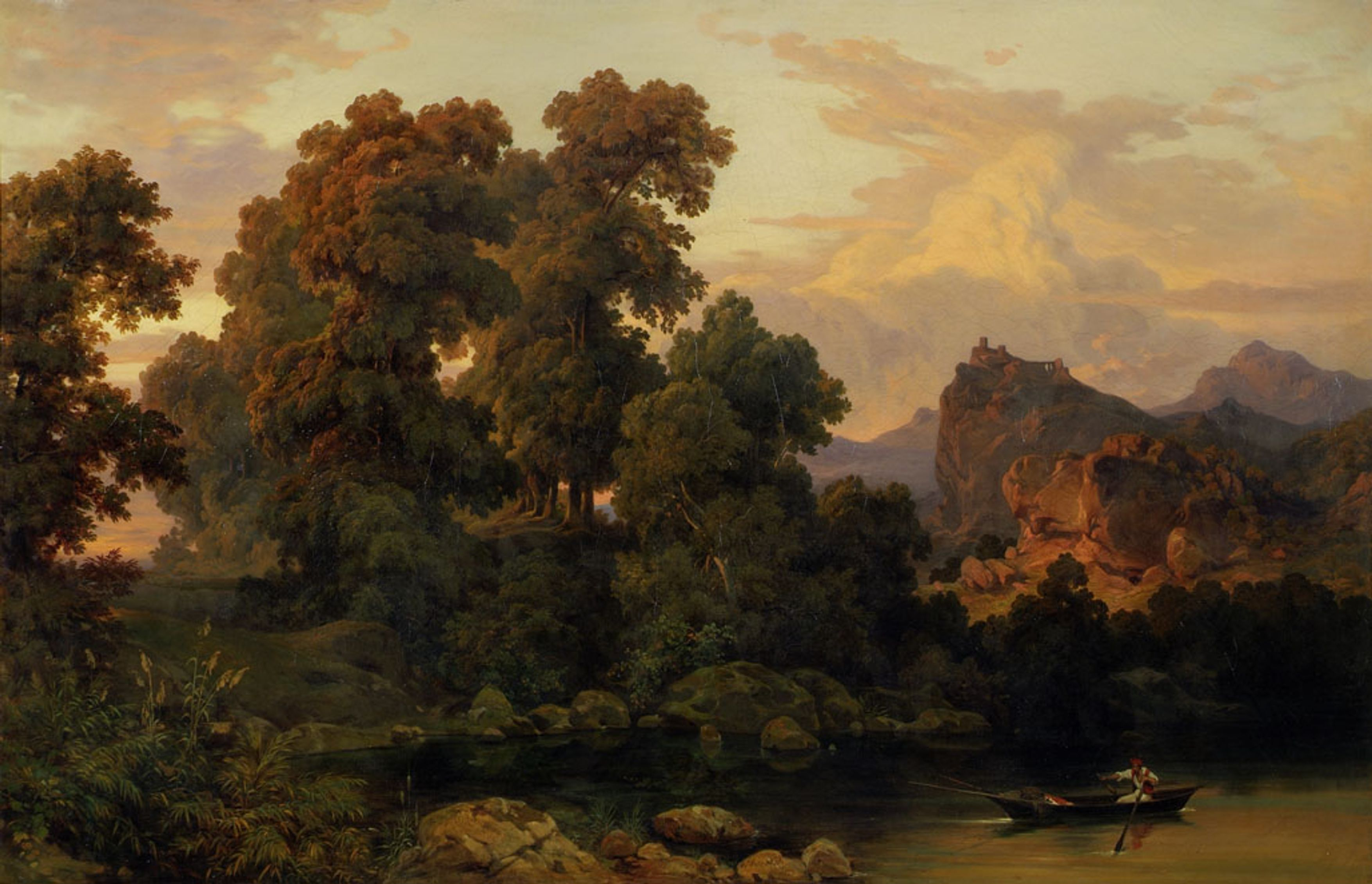
Italienische Landschaft